# 爱情公寓 (第二季)
《爱情公寓II》（英語：iPartment II）是由韦正执导的《爱情公寓》的第二季，于2011年1月24日首播。第二季延续了第一季带有故事线索的风格，包括王传君、陈赫、娄艺潇、孙艺洲等第一季出场演员参与演出，同时加入邓家佳、李佳航、赵文琪等新演员。本剧由上海电影集团出品。

## 剧情背景
展博和宛瑜成了一对去了国外，美嘉离开了公寓。一菲和小贤的感情依然在迷糊，关谷和子乔继续留在公寓。他们在酒吧遇见了即将结婚的张伟，小贤、关谷和子乔打算跟张伟庆祝单身夜，却让他错过了婚礼。张伟无奈只好住进爱情公寓。演员悠悠退掉了租房，却被剧组甩掉，她找亲戚子乔并住下。羽墨为了躲避男友住进爱情公寓，而碰巧遇到两人儿时是同学的一菲，因此搬進了一菲的房间。

## 集數
| 總集數 | 集數 （季） | 標題                    | 首播日期      |
| ------ | ----------- | ----------------------- | ------------- |
| 21     | 1           | 我猜到开头 却猜不到结局 | 2011年1月24日 |
| 22     | 2           | 亲爱的你是个谜          | 2011年1月24日 |
| 23     | 3           | 不要迷恋哥 哥不是传说   | 2011年1月25日 |
| 24     | 4           | 秦羽墨密码              | 2011年1月25日 |
| 25     | 5           | 神奇家族                | 2011年1月26日 |
| 26     | 6           | 我被钻石闪了腰          | 2011年1月26日 |
| 27     | 7           | 在爱的名义下            | 2011年1月27日 |
| 28     | 8           | 醉天使                  | 2011年1月27日 |
| 29     | 9           | 谁来一起晚餐            | 2011年1月28日 |
| 30     | 10          | 看春晚 得永生           | 2011年1月28日 |
| 31     | 11          | 魅力大改造              | 2011年1月29日 |
| 32     | 12          | 最佳女主角              | 2011年1月29日 |
| 33     | 13          | 今天不是父亲节          | 2011年1月30日 |
| 34     | 14          | 断网 所以穿越           | 2011年1月30日 |
| 35     | 15          | 不能说的秘密            | 2011年1月31日 |
| 36     | 16          | 剩女总动员              | 2011年1月31日 |
| 37     | 17          | 海螺姑娘                | 2011年2月1日  |
| 38     | 18          | Big Boss                | 2011年2月1日  |
| 39     | 19          | 我 百万富翁！（上）     | 2011年2月2日  |
| 40     | 20          | 我 百万富翁！（下）     | 2011年2月2日  |

## 演員列表

### 主演
| 角色   | 演员   | 介绍 |
| 关谷神奇 | 王传君 | 漫画家，“爱情三脚猫”的作者，日本横滨人，持工作签证在上海为一出版社工作。被吕子乔和陈美嘉从爱森公寓骗来分摊房租，父亲关谷健次郎为料理专家。在第二季中与唐悠悠成为情侣。 |
| 吕子乔 | 孫藝洲 | 自由职业者，游手好闲的花花公子，喜欢泡妞，假名吕小布，喜欢陈美嘉。 |
| 胡一菲 | 娄艺潇 | 陆展博的非血缘姐姐，大学思政辅导员，爱情公寓里唯一的博士。 |
| 曾小贤 | 陈赫   | 电台节目“你的月亮我的心”的主持人，爱情公寓下属公寓住户委员会副主席，本科毕业。人称曾老师或曾哥，曾被误认为是毕福剑。喜欢胡一菲。                                       |
| 秦羽墨 | 赵文琪 | 本季中新主角，胡一菲的高中同学，化妆品公司的白领上班族，前男友为李察德。                                                                                               |
| 唐悠悠 | 邓家佳 | 本季中新主角，吕子乔的小姨妈，关谷神奇的女朋友，常脱序演出的临时演员。                                                                                                   |
| 张伟   | 李佳航 | 本季中新主角，见习律师，第一季中曾被吕子乔在酒吧随便找到让胡一菲会面；对海鲜过敏。                                                                                     |

### 客串演员
| 角色                 | 演员       | 介绍 |
| Lisa榕               | 榕榕       | 电视台及电台节目制作人，曾小贤的上司                                                                            |
| 沈临风               | 程泓       | 胡一菲的前男友，常被公寓里的人称为“沈公子”，经营100多家连锁餐饮店的老板，在本季中和胡一菲分手，和酒吧服务员交往 |
| 杜俊                 | 杜俊       | 漫畫家，關谷神奇的大師兄，外號「浪里小白龍」，是一個家有三歲小孩的單身爸爸                                        |
| 小丽                 | 张梦瑶     | 张伟的未婚妻，在婚礼上逃婚                                                                                      |
| 強子                 | 李强       | 张伟未婚妻的青梅竹马，在婚礼上和张伟未婚妻逃婚                                                                  |
| 李察德               | 萨钢云     | 秦羽墨的未婚夫，在和秦羽墨交往时就已婚多年                                                                      |
| 心凌                 | 姜瑞佳     | 心脏病患者，曾在发病时被关谷神奇救起，喜欢关                                                                      |
| Neo                  | 张超       | 造型师 |
| 小曼                 | 司雯嘉     | 小学语文教师，和关谷在网上聊天相识                                                                              |
| 塞 莉                | 刘琴       | 律师，曾小贤的节目粉丝，被吕子乔在爱情公寓网站上找来假冒曾小贤的女友，藉以让胡一菲吃醋                          |
| 外卖速递员           | 康康       | 送快餐外卖的速递员，先后给公鸡终结者大排档和麦当劳送外卖                                                        |
| 莫兰                 | 王赛男     | 和张伟相亲的交警，曾做过三年刑警                                                                                |
| 佳明                 | 闵健       | 和张伟相亲的女交警莫兰的哥哥                                                                                    |
| 毛利新兵卫           | 藤田大介   | 攻心术魔术师，曾是关神奇小时候的偶像                                                                            |
| 妮娜                 | 伊娜       | 吕子乔曾交往过的女子，喜欢吕子乔                                                                                |
| 奈奈子               | 川島茉樹代 | 来自日本的未婚妈妈，打算去爱森公寓寻找孩子的父亲却被子乔用第一季中与美嘉联手诓关谷的手段弄去了爱情公寓3602      |
| amanda               | 刘倩       | 胡一菲和秦羽墨的高中同学，喜欢炫耀                                                                              |
| 路易丝               | 刘玉红     | 简凝的母亲，也是委托张伟办理离婚案的委托人                                                                      |
| 简凝                 | 段倩茹     | 考古学家，曾有短暂时间是张伟的女友                                                                              |
| 纯子                 | 王倩颖     | 唐悠悠楼下邻居贞子的表妹，漫画迷                                                                                |
| 高凌风               | 高凌风     | 电视节目《谁能成为百万富翁》的主持人                                                                            |
| 学生                 | 汤佶靓     | 胡一菲在回顾其祖母胡小菲抗战时期中在话剧社里的进步学生之一                                                      |
| 学生                 | 牟星       | 胡一菲在回顾其祖母胡小菲抗战时期中在话剧社里的进步学生之一                                                      |
| 学生                 | 董妮娜     | 胡一菲在回顾其祖母胡小菲抗战时期中在话剧社里的进步学生之一                                                      |
| 酒保                 | 符嘉超     | 酒吧侍应生之一                                                                                                  |
| 酒保                 | 董博睿     | 酒吧侍应生之一                                                                                                  |
| 酒吧服务员 7号应聘者 | 徐佳琦     | 酒吧美女服务员                                                                                                  |
| 酒吧服务员           | 李纳       | 酒吧美女服务员                                                                                                  |
| 健美教练             | 张文俊     | |

## 相关轶闻
《爱情公寓》第一季首播之际，剧组已经开始计划拍摄第二季。因报备手续、演员和剧本缘故，以致2010年2月正式开拍，同年5月杀青。在第二季拍摄的同时，剧组举办“全民来编剧”的活动，在其官网上通过网络投稿的方式来向网民征集故事剧本和搞笑内容，这些内容将会有选择的用在《爱情公寓》第二季中，而根据官方网站的宣传，网民所投的稿子将有机会决定七位主角的未来发展。

### 体裁转变传闻
在第二季报备广电总局的公示表中，与第一季报备时勾选的体裁为“喜剧”不同，第二季的体裁被勾选为“一般”。第二季原在新闻媒体上公开的剧情发展是：
关谷签证到期，要留在国内一定要换工作签证，所以要在大家帮助下找工作，且困难重重。子乔的花花公子形象会有所改变。小贤和一菲的感情会有突破，“爱你在心口难开”的僵持局面能否被打破，依然是个悬念。
而该剧制作单位上报广电总局备案的内容提要所描述的剧情，则如下所述：
新住户的加入让爱情公寓再起风波。一位是年龄性格与这群时尚男女截然不同的神秘老先生，另一位则是性格执著却总是惹祸的年轻小伙子。在对待新住户的态度上，爱情公寓的7位伙伴自然地分成了亲善派和反对派。同时，老住户的问题仍在延续：小贤快三十了，眼看好男人变成老男人，他终于决定追求自己命中注定的另一半。展博打算正式向宛瑜求婚，姐姐一菲却频频添乱。子乔在美嘉的刺激下，一跃成为股疯。关谷的旅游签证眼看就要到期，为了在没有长期工作的情况下不被遣送回国，他决定在一周内，找到一名中国女孩并和她结婚。年轻男女在生活中上下求索，寻求属于自己的欢笑和幸福。

### 场景重复
爱情公寓第二季拍摄完毕后，剧组打算保留场景用于拍摄第三季。但该场景因不明原因被湖南卫视自制剧《单身公主相亲记》使用，导致两部电视剧的场景一模一样。为此爱剧剧组曾称打算采取法律手段。

### 封杀风波
饰演“腐女”陈美嘉的演员李金铭被传因不遵从《爱情公寓》剧组规定私自与安徽卫视签订合约，而遭到该剧组的彻底封杀，该剧的第二季将很可能不会出现其饰演的陈美嘉这个角色，而李金铭的经纪公司在网易娱乐上也发表声明也证实李金铭以书面单方面终止经纪代理合约，私自与安徽卫视《周日我最大》制作公司签约，拒絕參加一切《愛情公寓》後期媒體宣傳工作，同時也拒唱《愛》劇主題歌以及後續其他任何演藝工作。同時聲明也希望李金銘能回歸劇組。导演韦正在其博客上发表了对此的想法：“选择错误的人并委以重任，最后招来背叛和中伤，除却短暂的愤怒，更多恐怕是遗憾和伤感，明知无法挽回，却还心存希望。”

### 抢播风波
在《爱情公寓》第二季首播即遭遇网络盗版抢播，导演韦正表示，如果电视台的收视率依然斗不过网络播出的吸引力，制作方“很可能不会做第三季了，会考虑直接做电影版《爱情公寓》”。而《爱情公寓》第二季的最后一集结尾注明了续集的发展取向由观众投票决定，并模仿日本动画的电影剧场版结尾常有的“电影版制作决定”，明确说明剧组将模仿《武林外传》一样推出电影版。